# Kockaéder

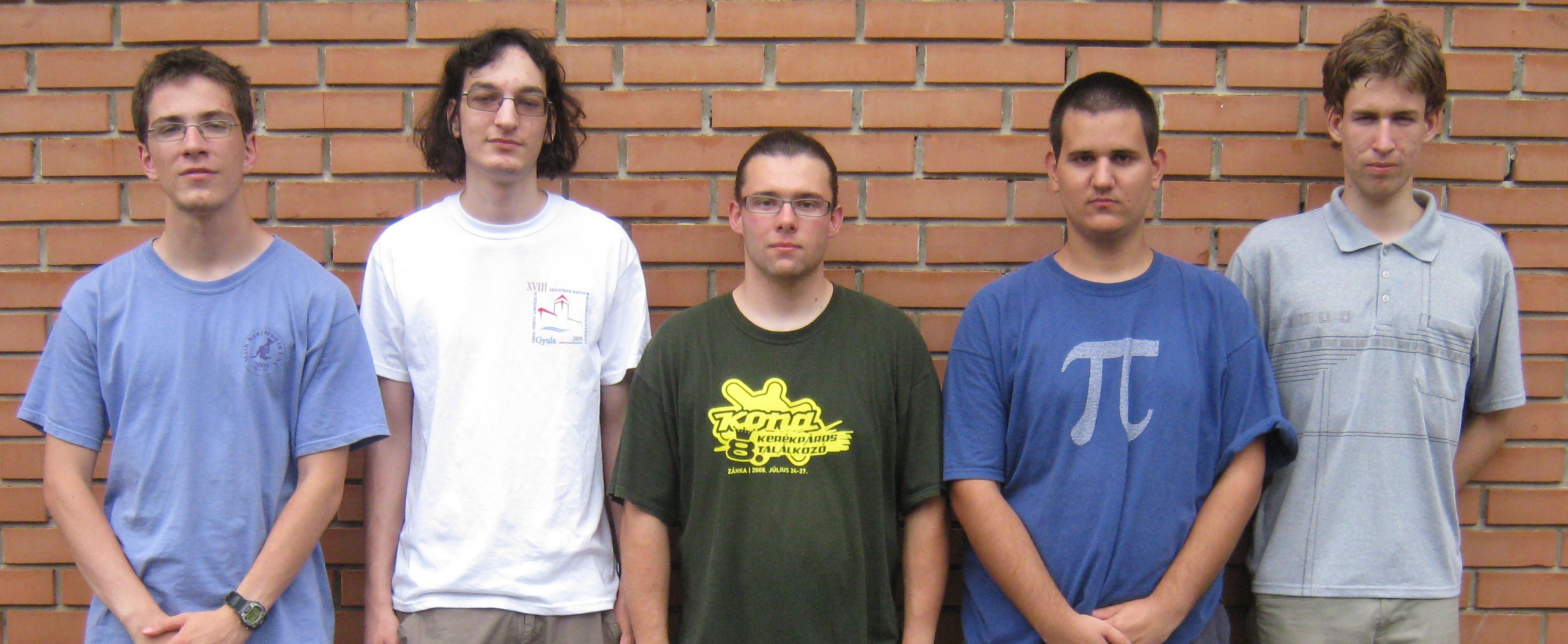
A Kockaéder tagjai balról: Kovács Gergő, Bodor Bertalan, Kelecsényi Nándor, Pálinkás István (a pí kedvelője), Éles András

A Kockaéder egy 2009 nyarán alakult zenei öttagú zenekar. Fő profiljuk a különböző ismert slágerek átköltése matematikai témájúra. Céljuk a matematika (és általában a természettudományok) népszerűsítése. Mindegyikük rendszeresen szerepelt matematikai versenyeken.

## Történetük
Az első komolyabb dalátírási kísérletek 2009 márciusában voltak, a XVIII. Nemzetközi Magyar Matematikaversenyen, Gyulán. Később, júniusban egy balatonberényi matematikatáborban hivatalosan is megalakították a formációt. Az első számok augusztusban kerültek feléneklésre, akkor indult el weblapjuk is. Azóta összesen 41 számuk érhető el, köztük a népszerű A paralelogramma és az Eltolás.

## Fellépéseik
Többnyire matematikaversenyeken, matektáborokban lépnek fel, illetve egyéb, a matematikához, természettudományokhoz köthető rendezvényeken. Felléptek már a balatonberényi matematikatáborban, az Erdős Pál Tehetséggondozó iskola táborában, a Buta Matekos Vetélkedőn Debrecenben, a Fazekas Mihály Gimnáziumban, az Andrássy Gyula Gimnáziumban Békéscsabán, a Zrínyi és a Gordiusz matematikaversenyek döntőjén, a Törölközőnapon. Egyes rendezvények visszatérő fellépői.

## Médiamegjelenések
- Neon.hu, 2009. december 8.
- Miafene blog, 2009. december 29.
- Footer.hu, 2010. január 9.
- Blikk, 2010. január 25.
- RTL Klub: Fókusz, 2010. január 25.
- Neo FM, Ezeröcsi, 2010. január 26.
- Beol.hu, 2010. január 27.
- Index.hu - a Törölközőnapról szóló cikkben, 2010. május 25.
- Klubrádió, Többet ésszel c. műsor, 2011. december 29.
- X-Faktor, 2013. szeptember 21., negyedik évad, 3. válogatás